# Gyromite
Gyromite (Japans: ジャイロ; Jairo), ook wel Robot Gyro, is een computerspel dat werd ontwikkeld en uitgegeven door Nintendo. Het spel kwam op 13 augustus 1985 uit voor het platform Nintendo Entertainment System. Het doel van het spel is een laboratorium te ontdoen van dynamiet voordat de tijd op is.

## Ontvangst
| Beoordeeld door       | Jaar | Score |
| --------------------- | ---- | ----- |
| Game Freaks 365       | 2005 | 80%   |
| Génération 4          | 1987 | 75%   |
| Tilt                  | 1987 | 60%   |
| The Video Game Critic | 2009 | 42%   |